# Кэмпбелл, Дункан, 1-й лорд Кэмпбелл
Сэр Дункан Кэмпбелл, 1-й лорд Кэмпбелл из Лох-О (англ. Duncan Campbell, 1st Lord Campbell; 1390—1453) — шотландский дворянин и политик. Он был важной фигурой в шотландских делах первой половины XV века и юстициарием Аргайла. Он был главой клана Кэмпбеллов в течение 40 лет.

## Семья
Дункан родился в 1390 году в Лохоу, Аргайл. Он был сыном Колина Кэмпбелла из Лохоу (? — 1412/1414) и Мариоты Кэмпбелл. Колин (прозванный Колин Ионгантах «Чудесный» и «Колин Добрый рыцарь») был старшим сыном Арчибальда Кэмпбелла из Лохоу, а Мариота — дочерью Джона Кэмпбелла и, таким образом, наследницей земель Ардскотниш и Глен-Орчи. Колин получил разрешение 13 января 1366 года, разрешающее брак Мариоты с его сыном Джоном. Очевидно, он изменил свои планы и сам женился на Мариоте, так как в 1372 году получил второе разрешение, позволившее Колину и Мариоте снова жениться после разлуки, уже будучи женатыми, хотя и в пределах запрещенной степени родства.
Дункан, возможно, не был их старшим сыном: говорят, что брат по имени Джон Аннам, Джон Слабый, был обойден. Дункан был, по-видимому, выбран наследником 6 февраля 1393 года, когда он получил земли Менстри от своего отца. После смерти Колина, незадолго до 19 января 1414 года, Дункан стал главой Кэмпбеллов из Лох-О.

## Семейные узы
Дункан Кэмпбелл был дважды женат, во-первых, на Марджори (ум. до августа 1432 года), дочери Роберта Стюарта, герцога Олбани, и Маргарет Грэм, графини Ментейт, во-вторых, на Маргарет Стюарт из Ардгоуэна (ум. после августа 1442 года), дочери сэра Джона Стюарта, внебрачного сына короля Шотландии Роберта III Стюарта.
Близость Дункана к Олбани-Стюартам привела к тому, что король Шотландии Яков I Стюарт относился к нему с некоторым подозрением. Король послал Дункана на юг в качестве заложника в Англию. Документальные записи называют его Кэмпбеллом Аргайллским и называют его долю ответственности за выкуп короля в 1500 мерков, что больше, чем у любого другого заложника, кроме одного. Со временем Дункан и король несколько примирились, и после убийства Якова I в 1437 году Дункан Кэмпбелл был среди сторонников вдовствующей королевы Жанны.
Во время малолетства шотландского короля Якова II Дункан Кэмпбелл заявлял о поддержке и верности регентству, постоянно расширяя свою власть в Аргайле, часто за счет короны. Тем не менее он был посвящен в рыцари до марта 1440 года, а в 1445 году Яков II назначил его лордом парламента в качестве лорда Кэмпбелла из Лохоу.

## Смерть
Дункан Кэмпбелл скончался между февралем 1453 года и 21 мая 1454 года и был похоронен в коллегиальной церкви в Килмуне, которую он и его жена Маргарет Стюарт основали в 1442 году. Их изображения все еще можно увидеть в нише с широкой остроконечной аркой.
Его первым преемником стал Арчибальд, мастер Кэмпбелл, известный также как Арчибальд Рой из Килбрайда, так как он родился в Килбрайде, в двух милях от замка Инверэри. Арчибальд Рой из Килбрайда был 14-м Кэмпбеллом, Шестым Мак-Кейленом Мором и 16-м рыцарем Лохоу.
Его второй сын от жены Маргарет, Колин, был основателем рода Кэмпбеллов из Бредалбейна (граф Бредалбейн и Холланд). Другие его сыновья от второго брака, Арчибальд, Дункан и Нейл, создали септы Кэмпбеллов — Оттер, Ошинбрек и Ормидейл соответственно.
Его внук Колин (ок. 1433—1493), сын Арчибальда Гиллеспика (ум. 1440), его единственный ребенок от первой жены, унаследовал титул 2-го лорда и вождя клана Кэмпбеллов.